# Les Mayfield
Les Mayfield, född 30 november 1959 i Albuquerque, New Mexico, är en amerikansk regissör och producent.

## Filmografi
- California Man (1992)
- Miraklet i New York (1994)
- Flubber (1997)
- Blue Streak (1999)
- American Outlaws (2001)
- The Man (2005)
- Code Name: The Cleaner (2007)